# Bindalima II
Bindalima II est un village du Cameroun situé dans la région du Centre et le département du Mbam-et-Kim. Il fait partie de la commune de Ntui.

## Population
En 1965 le village comptait 87 habitants, principalement Mvele.
Lors du recensement de 2005, on y dénombrait 237 personnes.